# Pietro Palmieri
Pietro Palmieri (Monte San Pietro, 13 luglio 1895 – Bologna, ...) è stato un calciatore italiano, di ruolo difensore.

## Caratteristiche tecniche
Si trattava di un terzino destro.

## Carriera
Disputa 4 stagioni al Bologna, collezionando 29 presenze e 2 reti.